# 布伦登·莫罗
布伦登·莫罗（英語：Brenden Morrow，1979年1月16日—），加拿大男子冰球运动员，场上位置是前锋。他曾代表加拿大国家队参加2010年冬季奥林匹克运动会冰球比赛，获得一枚金牌。